# Vetenskapsåret 1738

## Händelser

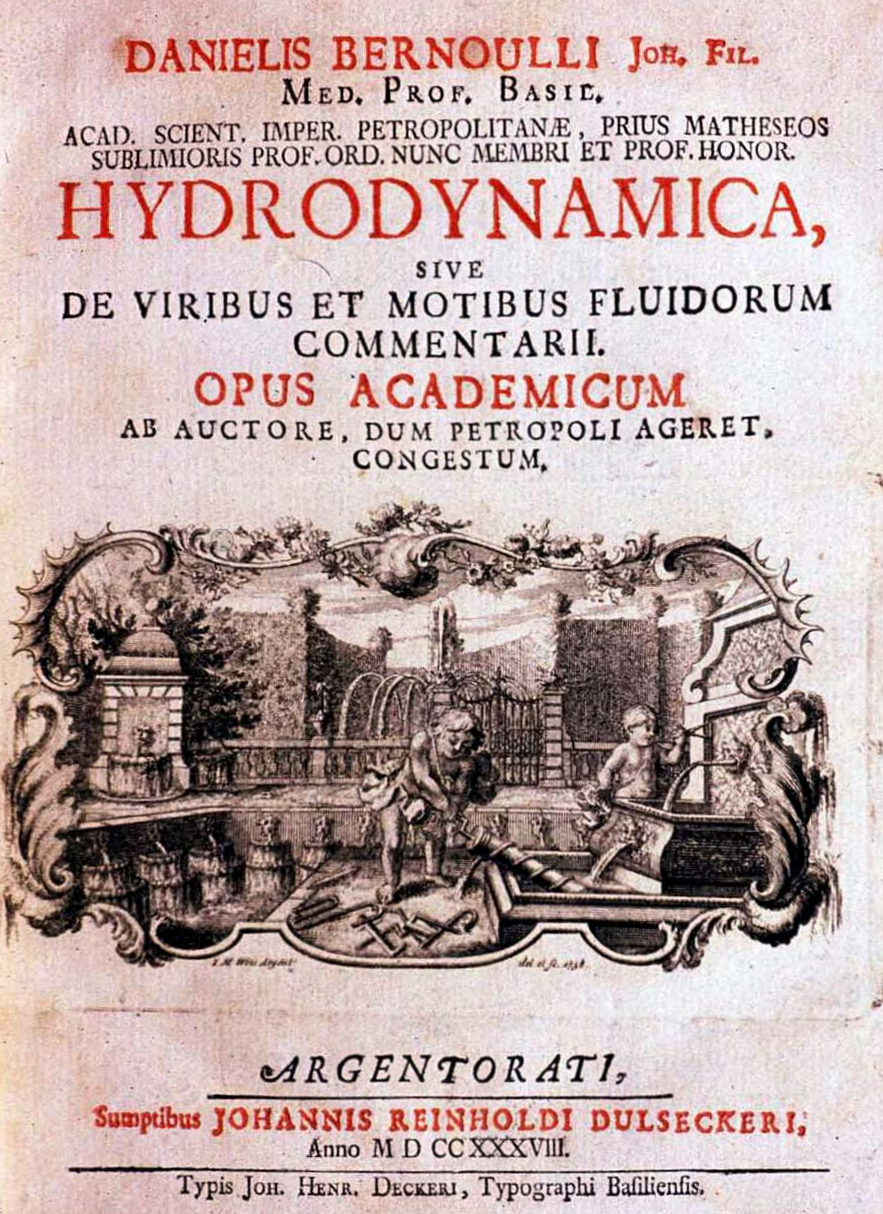
Framsidan till Hydrodynamica.

- Daniel Bernoulli formulerar Bernoullis ekvation i sitt verk Hydrodynamica.
- Peter Artedis Ichthyologia publiceras postumt.

## Pristagare
- Copleymedaljen: James Valoue

## Födda
- 15 november - William Herschel (död 1822), tysk-brittisk musiker och astronom, planeten Uranus upptäckare.
- Franz Joakim von Aken (död 1798), svensk kemist.
- Gustav von Engeström (död 1813), svensk kemist och mineralog.

## Avlidna
- 23 september - Hermann Boerhaave (född 1668), nederländsk botanist, kemist och läkare.
- 24 oktober - Johannes de Buchwald (född 1658), dansk kirurg.